# Aeroporto Regional do Condado de Outagamie
O Aeroporto Regional do Condado de Outagamie (em inglês:  Outagamie County Regional Airport) (IATA: ATW, ICAO: KATW) é um aeroporto público localizado a 6 km ao oeste da cidade de Appleton no condado de Outagamie, Wisconsin, nos Estados Unidos. O aeroporto tem 663 hectares e duas pistas de pouso e decolagem. Quatro linhas aéreas servem passageiros ao aeroporto.

## Linhas aéreas e destinos
| Companhias      | Destinos                                 |
| --------------- | ---------------------------------------- |
| Delta Air Lines | Minneapolis/St. Paul, Detroit, Atlanta   |
| United Airlines | Chicago                                  |
| Allegiant Air   | Las Vegas, Orlando-Sanford, Phoenix-Mesa |